# Нападение (фильм, 1986)
«Нападение» (нидерл. De Aanslag) — нидерландский кинофильм. Экранизация произведения Гарри Мулиша. Премия «Оскар» в номинации лучший зарубежный фильм.

## Сюжет
Фильм рассказывает о 40 годах жизни голландского жителя Антона Стеенвийка. События разворачиваются в оккупированных Третьим рейхом Нидерландах. Семья Антона слышит, как кто-то стреляет в коллаборациониста и видит, как соседи перетаскивают его тело к их дому. Семью арестовывают и расстреливают, а двенадцатилетнего мальчика увозят в полицейский участок. Спустя годы Антон становится врачом, обзаводится семьёй. Но ту судьбоносную ночь он забыть не может. И случайно он узнает подробности тех событий.

## Награды
- Премия «Золотой глобус» за лучший фильм на иностранном языке

## В ролях
- Дерек Де Линт
- Марк ван Ухелен
- Моник Ван Де Вен
- Джон Краайкамп
- Хууб ван дер Люббе
- Элли Веллер
- Ина ван дер Молен
- Франс Ворстман
- Эдда Барендс
- Каспар Де Боер

## Съёмочная группа
- Режиссёр: Фонс Радемакерс
- Сценарий: Жерар Соетеман, Тео Ван де Санде
- Продюсер: Фонс Радемакерс
- Художник: Дорус Ван Дер Линден
- Композитор: Джурриаан Андриссен
- Монтаж: Киис Линтхорст
- Костюмы: Анн-Мари Ван Бевервийк